# Giacinto Diano
Giacinto Diano, detto anche Giacinto Diana (Pozzuoli, 28 marzo 1731 – Napoli, 13 agosto 1803), è stato un pittore italiano.

## Biografia

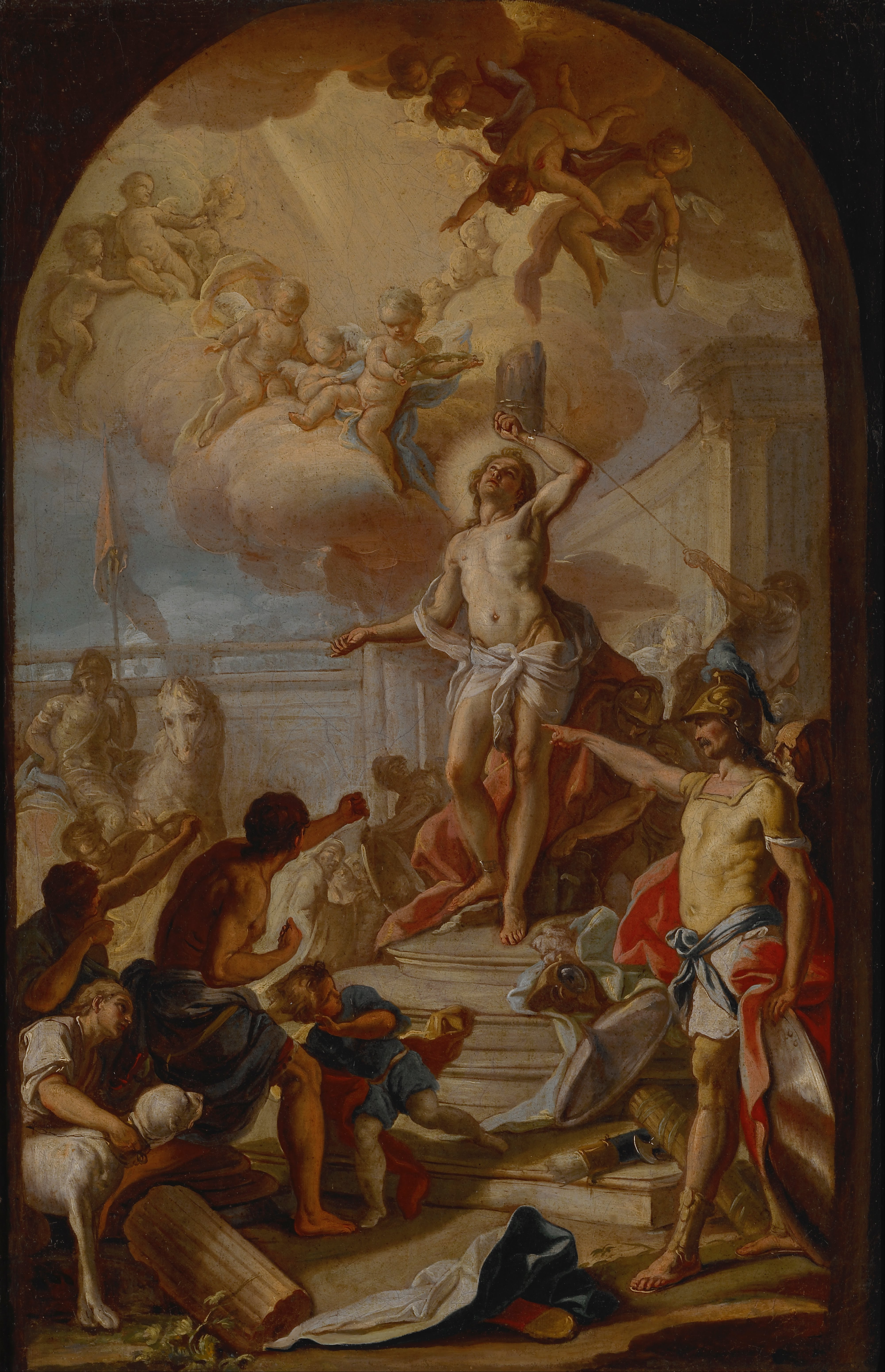
Martirio di san Sebastiano, tela principale del trittico a capo dell'altare maggiore della chiesa di s. Sebastiano, Gragnano.

Giacinto Diano iniziò la sua attività pittorica presso la bottega di Francesco De Mura (Napoli 1696-1782), che influenzò le sue opere giovanili. Nel maggio dei 1752, il ventunenne Diano lasciò definitivamente Pozzuoli per stabilirsi a Napoli, che allora viveva un periodo di grande splendore artistico e culturale per la presenza dell'illuminato re Carlo III di Borbone.

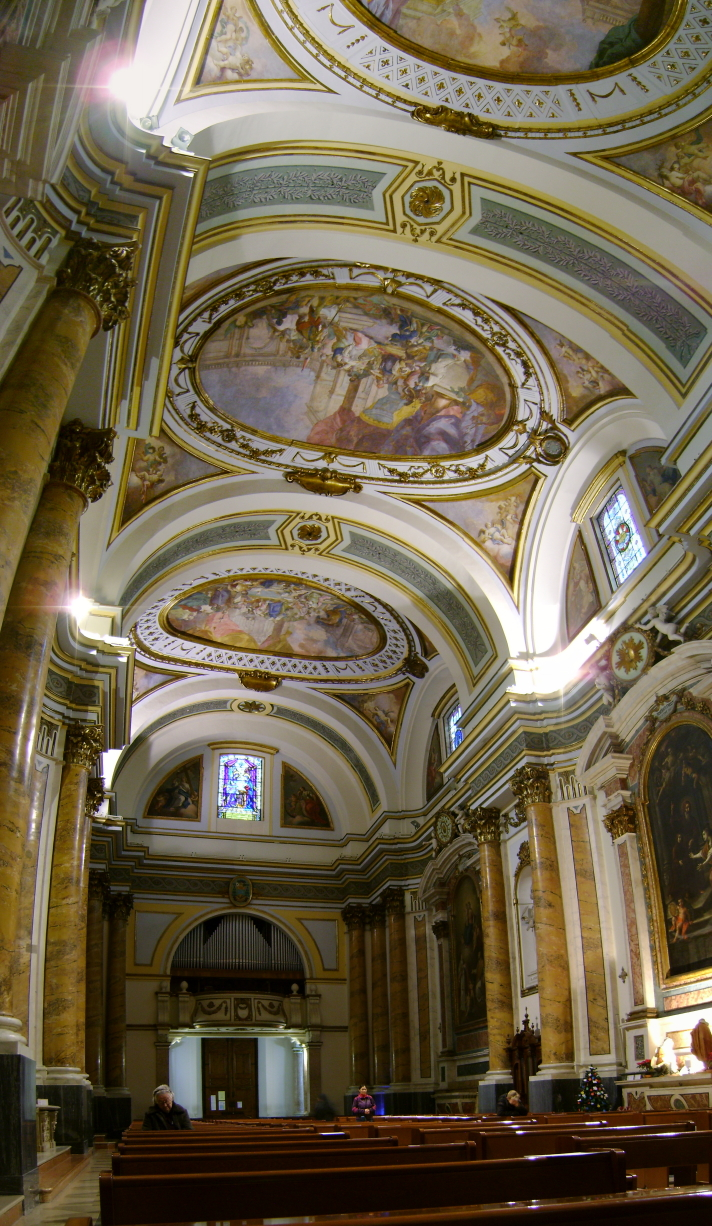
Interno della Cattedrale della Madonna del Ponte a Lanciano: le tele e gli affreschi sono di Giacinto Diano (1793 ca.)

Soprannominato o' Puzzulaniello, riuscì in breve tempo a conquistarsi un posto di rilievo nel panorama artistico del suo tempo, infatti, nel 1773 ottenne la nomina di professore di Disegno e dal 1779 fu maestro di Pittura nella Reale Accademia di Belle Arti, rimanendovi fino al 1782. Diano, considerato da Raffaello Causa «la maggiore delle personalità napoletane della seconda metà del secolo», vanta una ricca produzione artistica, sparsa in diverse località del meridione d'Italia e a Napoli in molte chiese (chiesa della Pietà dei Turchini, chiesa di Sant'Agostino alla Zecca, chiesa di Sant'Agostino degli Scalzi, Complesso di Sant'Andrea delle Dame, chiesa di Santa Caterina da Siena, chiesa di Santa Croce e Purgatorio al Mercato, chiesa di San Giuseppe dei Ruffi, chiesa di San Giuseppe Maggiore, chiesa di Santa Maria in Portico, chiesa di San Nicola alla Carità, Basilica di San Pietro ad Aram, chiesa di San Pietro Martire, chiesa di San Potito, chiesa della Santissima Annunziata, chiesa della Santissima Trinità dei Pellegrini) e palazzi (sono ancora esistenti i suoi lavori a Palazzo Berio, Palazzo Caracciolo di Torella, Palazzo Cellammare, Palazzo Ricca, Palazzo Serra di Cassano, Ospedale della Pace, mentre sono andati perduti quelli eseguiti a Palazzo Zevallos).
Ha lasciato numerose opere anche nella sua città natale: nel duomo, nella cappella del Seminario vescovile, in Santa Maria delle Grazie. Quelle più importanti sono le tele eseguite tra il 1758 e il 1760, per la settecentesca chiesa di San Raffaele Arcangelo, trasportate a Napoli, con altre sue opere, durante il bradisismo del 1983-84. Nel 1769 realizza l'apoteosi di San Francesco nella sagrestia vanvitelliana della basilica santuario di Santa Maria di Pozzano, a Castellammare di Stabia.
Tra il 1792 e il 1794 lavorò nella Cattedrale della Madonna del Ponte a Lanciano (Abruzzo), dove firmò le tele e gli affreschi delle volte e delle nicchie.
Trascorse gli ultimi anni della sua vita miseramente in una casa di Via Taverna Penta (zona del "quartieri spagnoli"), dove morì il 13 agosto del 1803. Fu sepolto nella chiesa dell'Arciconfraternita della SS. Trinità dei Pellegrini di cui era un confratello.
Diano avviò all'arte diversi allievi, tra i quali primeggiò Gaetano Gigante, capostipite della famosa famiglia di pittori della Scuola di Posillipo, che ebbe in Giacinto Gigante il maggiore e più noto esponente. A quest'ultimo fu imposto il nome Giacinto, proprio in omaggio al maestro puteolano.

## Opere
- L'Immacolata al cospetto della Trinità (tela), Chiesa di Sant'Antonio Abate a Procida
- Il Martirio di Santa Caterina; L'Incoronazione della Vergine; La Guarigione di Tobia (tele, 1758-1760), Chiesa di San Raffaele (Pozzuoli)
- L'Assunzione della Vergine; L'Annunciazione; Sant'Agostino con la Santissima Trinità; L'Elemosina di San Tommaso da Villanova (tele, 1760 circa), Cattedrale di Ischia
- L'Ultima Cena (tela, 1760), Chiesa di Santa Maria delle Grazie (Pozzuoli)
- La Madonna del Rosario (tela, 1762), Santuario della Madonna dell'Arco
- L'Apoteosi di San Francesco di Paola (affresco, sacrestia, 1769), Basilica santuario di Santa Maria di Pozzano (Castellamare di Stabia)
- L'Ultima Cena, La Caduta della Manna, Il Trasporto dell'Arca Santa (tele, 1770), Chiesa del Corpus Domini
- L'Assunta (tela, 1770), Basilica di Santa Maria Maggiore (Santa Maria Capua Vetere)
- Il Martirio di San Sebastiano (tela, 1780 circa), chiesa di s. Sebastiano (Gragnano)
- L'Assunta, (tela, 1798), Cattedrale (Acerra)
- La Visitazione (tela, 1802), Concattedrale di Santissima Maria Assunta e San Catello (Castellamare di Stabia)

### Napoli
- Santa Caterina che invoca il ritorno della Santa Sede a Roma; Il Trionfo della dottrina tomistica (tele, 1758) Chiesa di San Pietro Martire (Napoli)
- Il Miracolo dell'immagine di San Domenico Soriano (affresco, 1759), Chiesa di San Pietro Martire (Napoli)
- La Partenza di Tobiolo; L'Arrivo di Tobiolo (tele, 1760 circa), Chiesa di San Nicola alla Carità
- La Sacra Famiglia con San Giovannino (tela, 1762), Chiesa di Sant'Agostino degli Scalzi
- La Crocifissione (tela, 1763), Chiesa di Sant'Agostino alla Zecca (trasferita in altra sede)
- Il Battesimo di Sant'Agostino; La Conversione di Sant'Agostino (tele, 1768), Chiesa di Sant'Agostino alla Zecca
- Episodi della Vita di Scipione l'Africano (affreschi, 1770-1773), Palazzo Serra di Cassano
- Allegoria della Giustizia (affresco, 1772), Palazzo Ricca
- La Deposizione (tela, 1773), Chiesa di Sant'Agostino alla Zecca (trasferita in altra sede)
- Dedicazione del tempio di Salomone (affresco, sacrestia, 1776), Chiesa di Sant'Agostino alla Zecca
- La Piscina Probatica; San Filippo Neri accoglie i pellegrini; Gesù lava i piedi agli apostoli; I confratelli lavano i piedi ai pellegrini (tele, 1778), Chiesa della Santissima Trinità dei Pellegrini (Napoli)
- La Pietà; L'Epifania; La Natività; La Presentazione al Tempio; Il Sogno di San Giuseppe; La Strage degli Innocenti (tele, 1781), Chiesa della Pietà dei Turchini
- L'Annunciazione (tela, 1782), Basilica della Santissima Annunziata Maggiore
- Il Calvario (tela, 1782), Chiesa di Santa Caterina da Siena (Napoli)
- L'Arcangelo Raffaele e Tobiolo; Sant'Agostino (tele, 1783), Basilica di San Pietro ad Aram
- San Potito che salva Agnese la figlia ossessa di Antonino; San Potito che abbatte un idolo (tele, 1784), Chiesa di San Potito
- La Crocifissione (tela, 1785), Chiesa di San Giuseppe dei Ruffi
- La Madonna del Carmine con i Santi Pietro e Paolo (tela, 1787), già Chiesa del Complesso di Santa Maria delle Periclitanti (trasferita in altra sede)
- L'Apparizione della Madonna col Bambino a San Giuseppe della Croce (tela, 1790), Chiesa di San Pasquale a Chiaia
- L'Immacolata (tela, 1791), Chiesa di San Potito
- L'Assunta (tela, 1791), già Chiesa di Santa Croce e Purgatorio al Mercato (trasferita in altra sede)
- La Vergine tra Sant'Agostino e Sant'Andrea di Avellino (tela, 1792), Chiesa del Complesso di Sant'Andrea delle Dame
- La Vergine presenta l'immagine miracolosa di San Domenico Soriano (tela), Chiesa di San Domenico Soriano
- L'Eterno Padre attorniato dagli angeli (tela), Oratorio della Confraternita dei Bianchi di Sant'Antonio in San Severo fuori le mura
- San Raffaele e Tobiolo, Sant'Antonio in estasi (tele), Chiesa di Sant'Antonio a Posillipo
- Allegoria delle Virtù Maschili (affresco), Palazzo Cellamare
- Allegoria della Primavera (tela da soffitto), Villa Pignatelli

### In Abruzzo e Molise

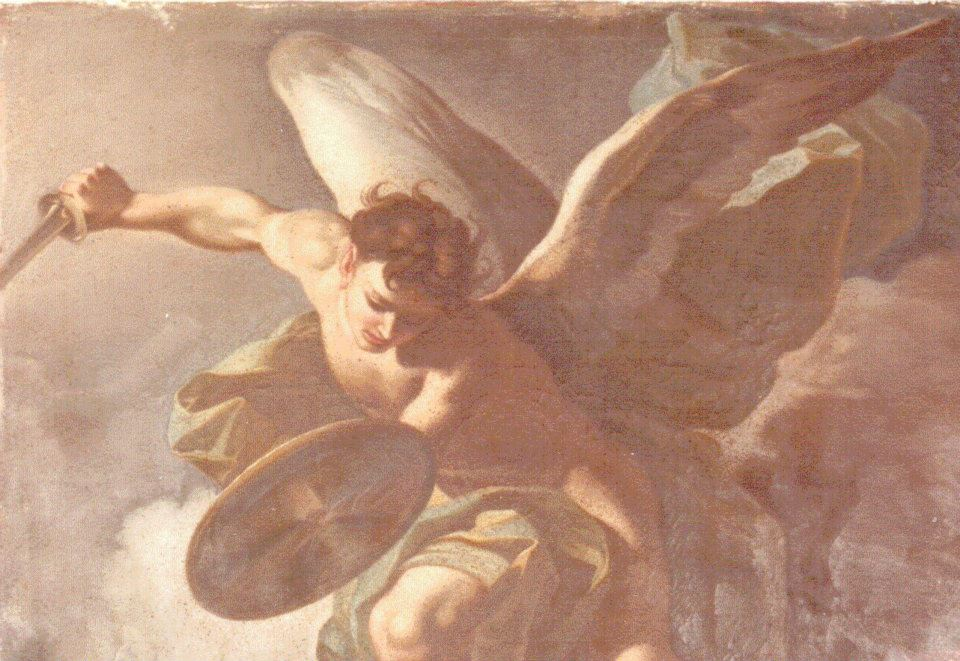
Cacciata degli Angeli ribelli dal Paradiso, santuario della Madonna dell'Assunta, Castel Frentano (CH)

- Madonna del Carmine e le anime del Purgatorio (1777 ca.), chiesa di Santa Maria Assunta, Frosolone (IS)
- Trionfo della Santissima Annunziata con Santi e Apostoli, (1781), chiesa della Congrega della Santissima Annunziata, Venafro (IS)[1]
- Santissima Annunziata con San Carlo Borromeo e santi (1781 ca.), Chiesa dell'Annunziata, Venafro (IS)
- Sant'Anna e Maria Bambina con Santi (1781 ca.), chiesa dell'Annunziata, Venafro (IS)
- Cacciata degli Angeli ribelli dal Paradiso (attribuitogli, circa 1790), secondo altri sarebbe di Francesco Solimena (XVIII sec.), santuario di Santa Maria dell'Assunta, Castel Frentano (CH)[2][3]
- San Giuseppe e il Bambino, 1790 circa, quadro, dal Palazzo Stella - Maranca di Lanciano, Museo diocesano di Lanciano (CH)[4]

- Trionfo della Madonna del Ponte in Paradiso, con Dio Padre, Gesù, Santi e Apostoli (1788), affresco nella calotta della cupola della Cattedrale della Madonna del Ponte, Lanciano (CH), distrutto negli anni '60 per la ricostruzione della cupola; si conservano due tondi di Re David e Dio Padre, nel Museo diocesano di Lanciano[5]
- Ciclo degli affreschi negli ovali delle tre campate della volta della Cattedrale Basilica della Madonna del Ponte di Lanciano:La Dedicazione del Tempio di Salomone; Il Sacrificio di Elia; Ester e Assuero (affreschi, 1789);
- Natività e Sacra Famiglia (1793 ca.), quadro dell'altare laterale della Basilica cattedrale della Madonna del Ponte di Lanciano (CH)
- Martirio di Santo Stefano (1793 ca.), quadro laterale della Basilica cattedrale della Madonna del Ponte di Lanciano (CH), Dio Padre è uguale alla figura dell'affresco del Trionfo di Maria della cupola della basilica
- Pannelli delle Quattro Virtù Cardinali e le Virtù Teologali, ai lati delle finestre dei rispettivi cinque altari laterali (esclusa la cappella del Sacramento) della Cattedrale di Lanciano (1791 ca.)
- Statue di S. Agostino, S. Gerolamo, S. Ambrogio,  profeta Abacuc (1794), presso le nicchie degli altari laterali, Cattedrale di Lanciano
- La Madonna col Bambino e San Giuseppe Calasanzio che presenta gli alunni (1795?), chiesa di San Domenico al Corso ex Sant'Anna degli Scolopi, Chieti (altare laterale)[6]
- Apoteosi di Amore e Psiche (affresco su soffitto, 1796), Palazzo Martinetti Bianchi (Chieti), sede del Museo d'arte "Costantino Barbella"
- Statua di Achille a cavallo sopra colonna, atrio del palazzo comunale di Chieti (fine '700), trafugato nel 2017 durante i lavori di restauro del palazzo